# Marie-Françoise Garaud
Marie-Françoise Garaud (n. 6 martie 1934, Poitiers, Poitou-Charentes, Franța – d. 22 mai 2024, Saint-Pompain, Nouvelle-Aquitaine, Franța) a fost un om politic francez, membru al Parlamentului European în perioada 1999-2004 din partea Franței.